# Réseau ReBent
Le REseau de surveillance BENThique ou Rebent est un réseau d'observation de la vie marine créé en France par l'Ifremer. 
Ce réseau cherche à répondre aux besoins locaux, régionaux, nationaux ou internationaux  (OSPAR, DCE, Natura 2000, AAMP, DSM, …) afin de mieux connaître le milieu marin côtier (habitats et biocénoses benthiques associées) ses évolutions spatiotemporelles face au forçage climatique et anthropique (artificialisation, pollutions, déchets en mer..) et les pressions et menaces qui pèsent directement sur les espèces (surpêche notamment, mais aussi problèmes posés par l'arrivée de pathogènes nouveaux (dont zoonoses ou maladies émergentes ou d'espèces invasives). 

## Objectifs
le Rebent vise à 
- répondre aux lacunes en matière de connaissance océanographique et de suivi de la biodiversité marine côtière et estuarienne ;
- contribuer à l'évaluer des impacts anthropiques (de l'action de l'Homme) sur les espèces et habitats ;
- contribuer aux mesures de restauration, protection et gestion des milieux naturels ;
- informer les scientifiques, responsables et gestionnaires et le grand public.

## Actions
Le Rébent produit :
- des Synthèses cartographiques à des échelles locales à régionales ;
- des Cartographies détaillées à grande échelle reprenant des indicateurs et zonages à fort enjeux de conservation ;
- des suivis stationnels localisés de certains paramètres biologiques et bioindicateurs permettant de suivre certains habitats patrimoniaux, des biocénoses témoins avec une répétitivité renforcée (séries biologiques) ;
- des bases de données (Sextant, Quadrige et bientôt Surval).

La région Bretagne a été zone test depuis le lancement concret du réseau en 2003, avant extension progressive à toutes les régions ayant une façade maritime. 